# 过桥米线

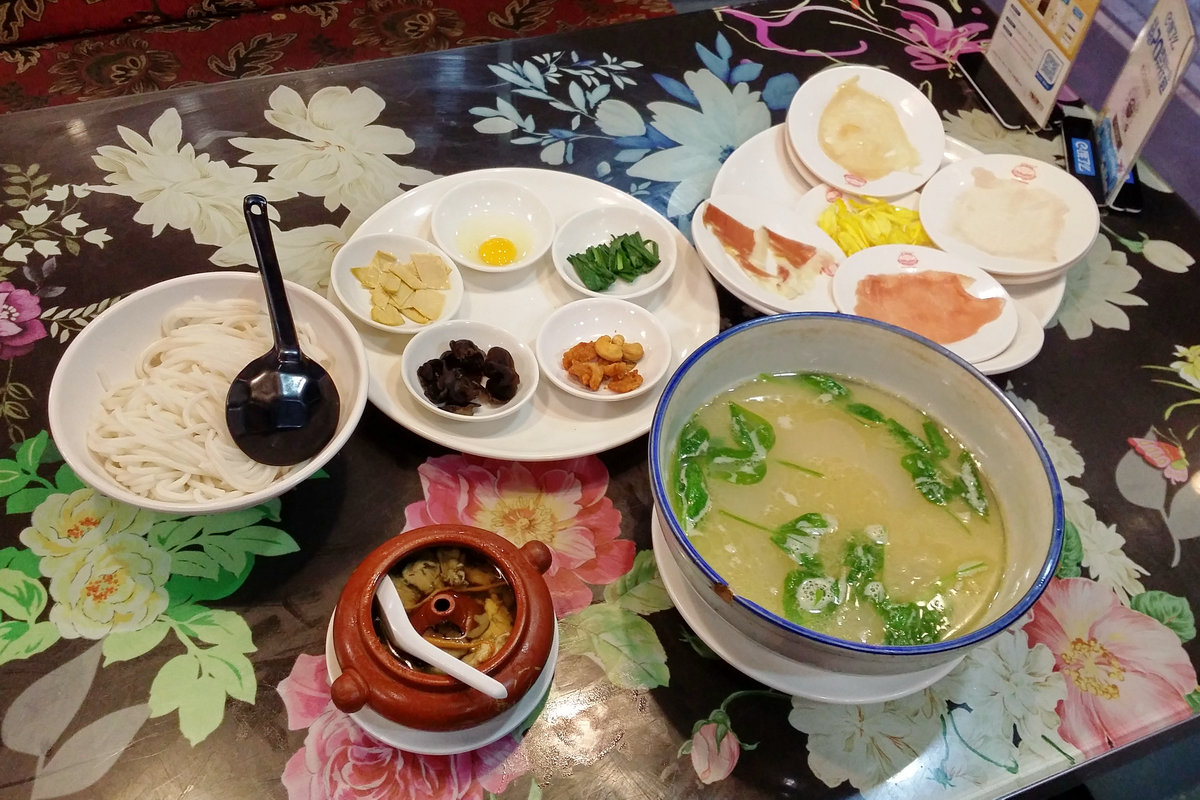
過橋米線需由食客自行按照先生後熟的順序把輔料及米線放入湯內，完成「過橋」的動作。

过桥米线，是滇南名吃之一，位列雲南十大名吃之首，相传发源于云南蒙自，至今已有三百余年历史。

## 历史
过桥米线具体始于何年代已无法考证。比较统一的说法是，过桥米线源于滇南的蒙自。当年一书生为求功名寒窑苦读（有说法是在蒙自县南湖的湖心亭读书，但此说不确，南湖湖心的烟雨楼为民国时期当地军阀疏浚南湖时仿照嘉兴南湖修建，与传说时间不符合），贤惠的妻子为了让丈夫能在寒冬吃上又有营养又能祛寒的食物，想到了容易制作的米线。用一大砂锅单独盛装鸡汤或猪骨头汤，米线及其它配料另装在其它容器中。吃的时候，将二者混合，就成为一碗热气腾腾营养丰富的米线。这样的分装有两个好处：1. 汤料表面形成的油膜阻断了热气，起到了保温的效果；2. 汤料和主食分装可以避免长时间不吃，主食被泡烂的情况。这位贤妻的发明不仅让她的相公无后顾之忧，发奋苦读，最终金榜题名，更为后人留下一道传统美食。

## 起源
关于过桥米线的起源有多种说法，以下是几个流传甚广的版本：

### 蒙自说
蒙自过桥米线被公认为最正宗的过桥米线，关于其来源有一个世代相传的故事。

### 建水说
建水也有关于过桥米线的传说。建水名厨师刘世清，生于1917年，是刘家第四代厨师传人。其曾祖父刘家庆，于清咸丰二年（1852年）在建水东门坡开设宝兴楼，早堂售小碗米线，晚堂卖饭菜，生意日渐兴隆，客人日增。但又碍于店面狭窄，于是另购宽处，在鸡市街盖了一幢两层的酒楼，隔壁就是米线作坊，早餐米线的经营更为便利。宝兴楼从此扩大了营业范围，早堂专卖米线，下午经营饭菜，并定包酒席和行厨业务。相传：

## 分类
米线的制作原料是大米。云南尤其是昆明的米线最初有“乾浆”和“酸浆”之分，主要制作方法和制作工艺的不同。个人依据自己的喜好和口味选择。区分的方法很简单，“酸浆”米线顾名思义，吃起来略有酸味，但明显的特征是米线比较粗而且偏软。而“乾浆”米线则没有那股酸味，而且比较细而偏硬。老昆明人认为“酸浆”米线的味道更正宗。多数云南地州人认为昆明米线不符合自己的口味，一般认为比较好的米线在蒙自或者建水。
现在随着各种口味变换，各类米线品种纷纷上市。昆明人现在也不太挑是“乾浆”还是“酸浆”。目前比较受人喜欢的有更细更滑溜的“水洗米线”和掺有紫米做成的“紫米米线”。

## 吃法

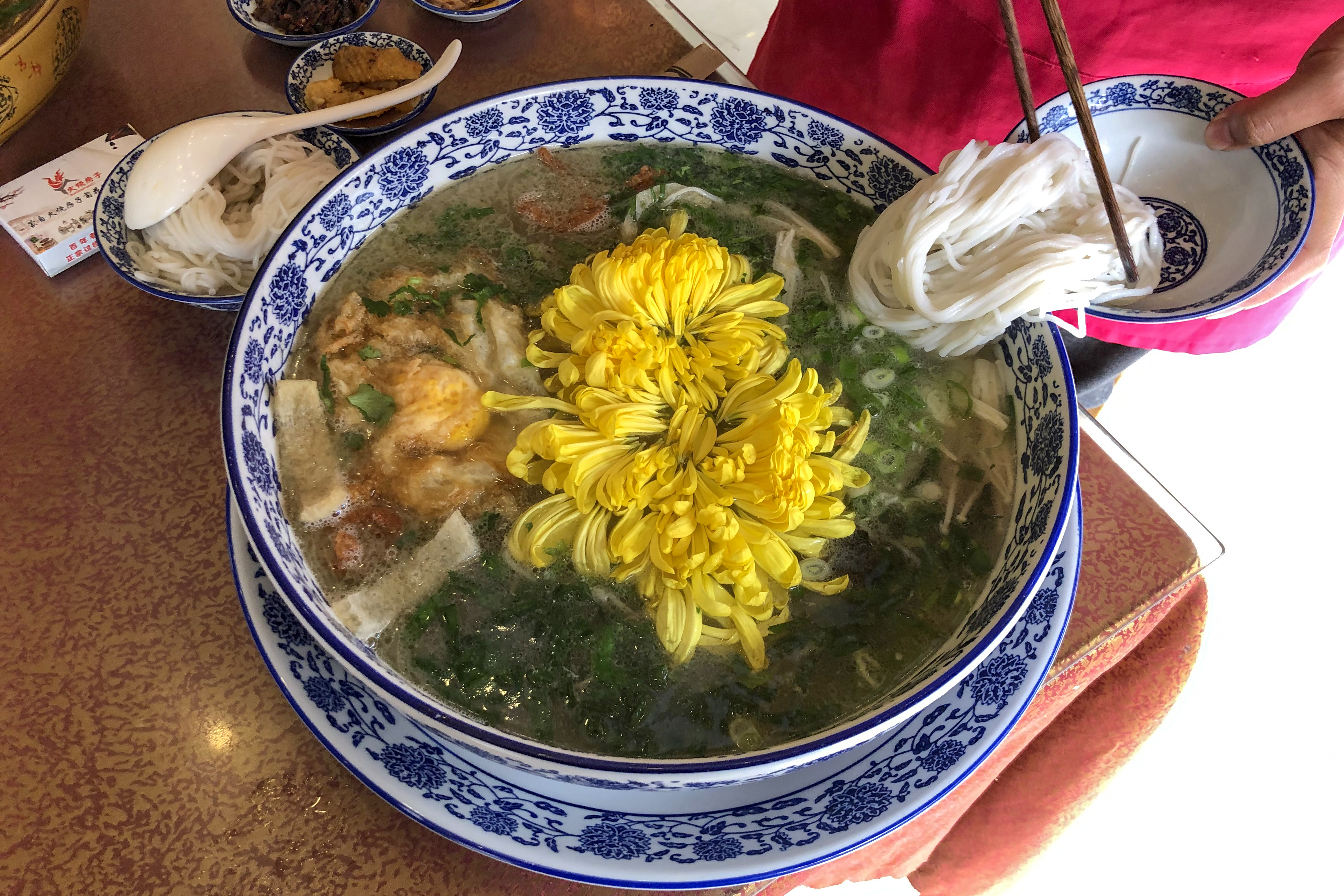
蒙自市一间米线店内“过桥”的动作

吃米线是云南人多年来形成的饮食习惯，尤其是早餐。当然作为平常生活的过桥米线的吃法不可能如此复杂。一般以街边排档为例，一般将新鲜米线在滚水中烫半分钟左右放入碗内，而后在碗内加入各色调料和被称为“帽子”的酱料，最后再舀入汤料即可。云南人早上爱吃米线的原因之一就是快，一般一分钟左右就可以完成一碗可口米线的制作。昆明、开远等地则盛行小锅米线。
在一些专营过桥米线的餐馆，吃法就要复杂一些。一般过桥米线是论“套”，一套过桥米线的价格在10～50元不等。价格越高，辅料配料越多。一般的辅料包括：生鹌鹑蛋，火腿薄片，鸡肉薄片，各色蔬菜等。通常，服务员会先上一个装满汤料的大碗，此时若急于喝汤或触碰汤碗，即易被烫伤。而后会端上其它辅料，一般按照先生后熟的顺序将荤菜，鹌鹑蛋，蔬菜放入汤内，放入荤菜后用筷子搅动汤料，生的荤菜立刻会被烫熟。最后，用筷子挑入米线，完成“过桥”的动作。油盐酱醋根据个人口味增减，米线之外汤底也异常鲜美

## 制作工艺
1、将乌鸡或者老母鸡取出内脏洗净，将鸡油取出。鸡肉切成小块，先入油中爆香，加入水盖过乌鸡，慢慢熬煮成浓鸡汤。(用走地鸡或老母鸡久熬出的汤色更浓，因为个人偏好乌鸡的口感，全看个人喜好)
2、烫碗：装米线的碗必须先用沸水烫过，保持温度，米线先用水煮开，或者烫熟备用
3、平底锅中放入切成丁的鸡油慢慢熬出鸡油
4、将熬好的鸡油放入烫好的厚底碗中，将滚烫的鸡汤淋入碗中约八成满，这时厚厚的鸡油就浮在上面，可以保持鸡汤的温度
5、将所有备好的食材摆上桌， 猪肚、猪里脊肉、鱼片和米线在锅中用开水过水烫一下
6、再将猪肚、猪里脊肉、鱼片倒入汤中，不断搅拌至断生，将辅料和鸡胸肉、蘑菇、绿芽菜、豆芽、 豆腐干倒入汤中
7、最后加入过桥米线，继续搅拌，最后加入葱花即可

## 饮食文化

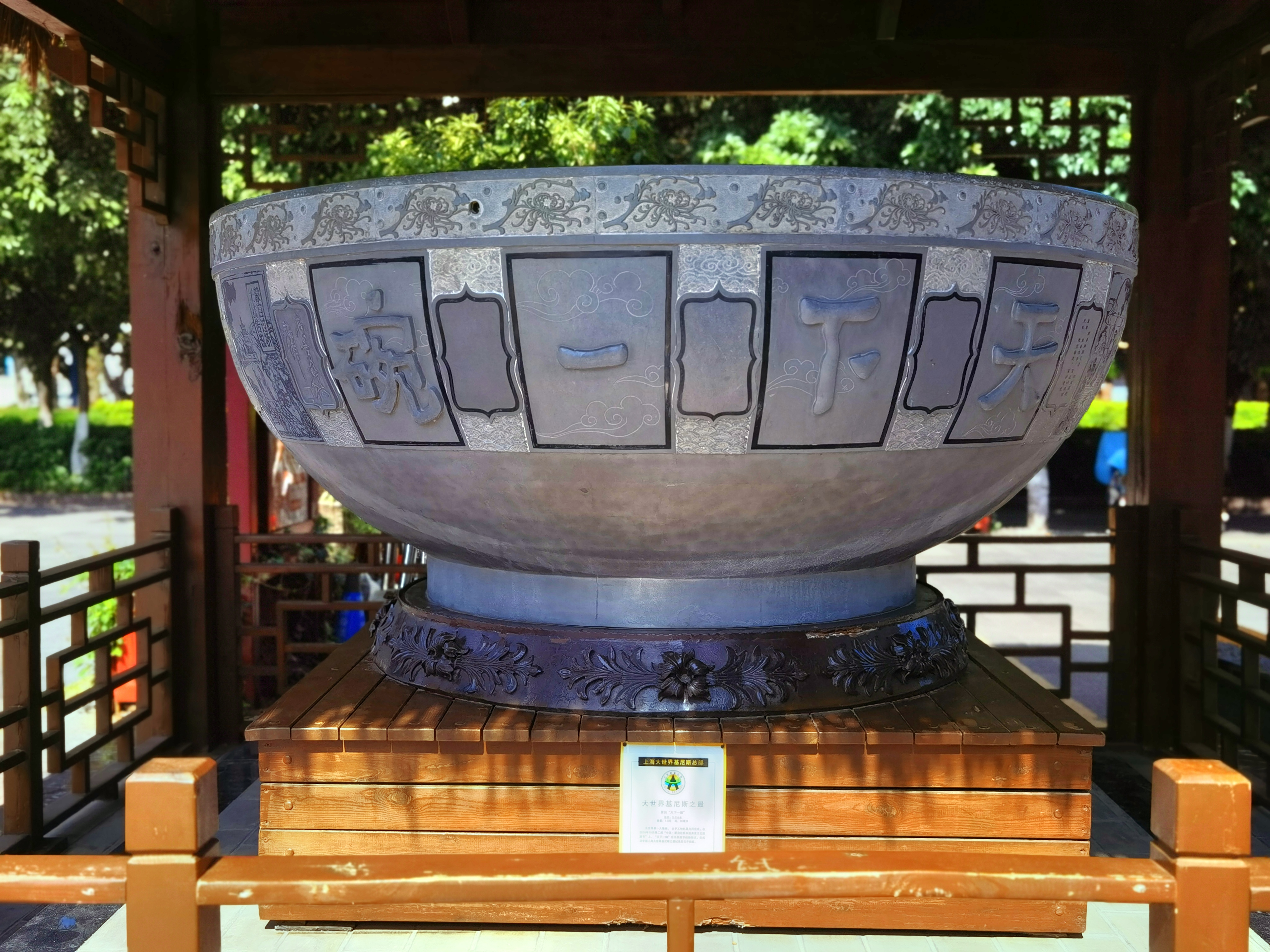
位于云南蒙自的「天下一碗」，是过桥米线文化的标志

被誉为「过桥米线之乡」的云南蒙自是中国过桥米线美食文化旅游节的举办地，于2009年首次举办，并一直举办至今。2015年，蒙自过桥米线制作技艺被列入中华人民共和国第四批非物质文化遗产名录。

## 引用
1. ↑  蒙自县志（1995年），第874页
2. ↑  牟军（2016年），第104页
3. ↑  关明（2008年），第12页
4. ↑  . 搜狐网. 人民网. 2009-10-19  [2023-08-17]. （原始内容存档于2023-08-17）.
5. ↑  . 中国网. 2023-03-27  [2023-08-17]. （原始内容存档于2023-08-17）.
6. ↑  . 新浪网. 2018-04-13  [2023-08-17]. （原始内容存档于2023-08-17）.